# Що відбувається, коли кохання вривається
«Що відбувається, коли кохання вривається» (серб. Шта се згоди кад се љубав роди) — сербський фільм 1984 року режисера Зорана Чалича за його ж сценарієм на основі трагедії Вільяма Шекспіра «Ромео і Джульєтта», шостий фільм серіалу «Божевільні роки».

## Сюжет
У музичній школі Міша закохується в молоду російську дівчину Наташу, яка в цей час знаходиться з батьками в Белграді. Але її батьки вважають, що вони занадто молоді для любові і, дізнавшись про цей зв'язок, повертаються до Москви. На відміну від батьків, які хочуть розірвати стосунки юнаків, Жика та Мілан на їхньому боці. Ситуація ускладнюється, коли Наташа повідомляє, що вона вагітна. Жика починає вчити російську.

## У ролях
| Актор             | Роль                          |
| ----------------- | ----------------------------- |
| Нікола Коджо      | Міша                          |
| Гала Алексич      | Наташа                        |
| Ріалда Кадрич     | Марія                         |
| Владимир Петрович | Бобо                          |
| Драгомир Боянич   | Жика Павлович                 |
| Марко Тодорович   | Мілан Тодорович               |
| Єлена Жигон       | Єлена Тодорович               |
| Ліляна Янкович    | Вука                          |
| Людмила Лісіна    | Катюша Козлова, мама Наташи   |
| Бранко Джурич     | Ніколай Козлов, батько Наташи |
| Драган Лакович    | Григорій Козлов, дід Наташи]  |

## Цікаві факти
- У зв'язку з великою популярністю серіалу в СРСР цей фільм був знятий спеціально для їхнього ринку, тому за сценарієм Міша закохується в росіянку Наташу.
- Ріалді Кадрич, виконавиці ролі Марії, якій за сюжетом близько 35 років, на час зйомок був лише 21 рік.